# Xã Pierson, Quận Vigo, Indiana
Xã Pierson (tiếng Anh: Pierson Township) là một xã thuộc quận Vigo, tiểu bang Indiana, Hoa Kỳ. Năm 2010, dân số của xã này là 1.210 người.